# Auditieve cortex
De auditieve cortex of gehoorschors is het deel van de temporale kwab waar geluidstrillingen worden verwerkt. De gehoorschors bevindt zich in de hersenwindingen van Heschl, in de gyri temporales transversi. Dit zijn kleine schuinverlopende verhevendheden aan de bovenkant van de gyrus temporalis superior, aan de binnenkant van de fissura lateralis.
De gehoorschors werd eerst in de primaire en secundaire gehoorschors worden onderverdeeld. Deze gebieden worden als A1, met de A voor auditief, en A2 aangeduid. In de veel gebruikte hersenkaart van Korbinian Brodmann, met daarin de gebieden van Brodmann, komen de primaire en secundaire gehoorschors ongeveer overeen met area 41, area temporalis transversa interna, en area 42, area temporalis transversa externa. De onderverdeling is tegenwoordig in drieën met de aanduidingen A1, A2 en A3.
Geluidsprikkels worden vanuit het slakkenhuis, de cochlea, in het binnenoor via de colliculi inferiores, het corpus geniculatum mediale in de thalamus en na heel veel bewerkingen naar de gehoorschors doorgeleid. Geluid wordt tonotoop in de primaire gehoorschors vastgelegd. Dit wil zeggen dat specifieke gebieden hierin corresponderen met verschillende frequenties van het geluid.

Taalgebieden in de hersenen
centrum van Broca
centrum van Wernicke
gyrus angularis
gyrus supramarginalis
auditieve cortex